# Widebody

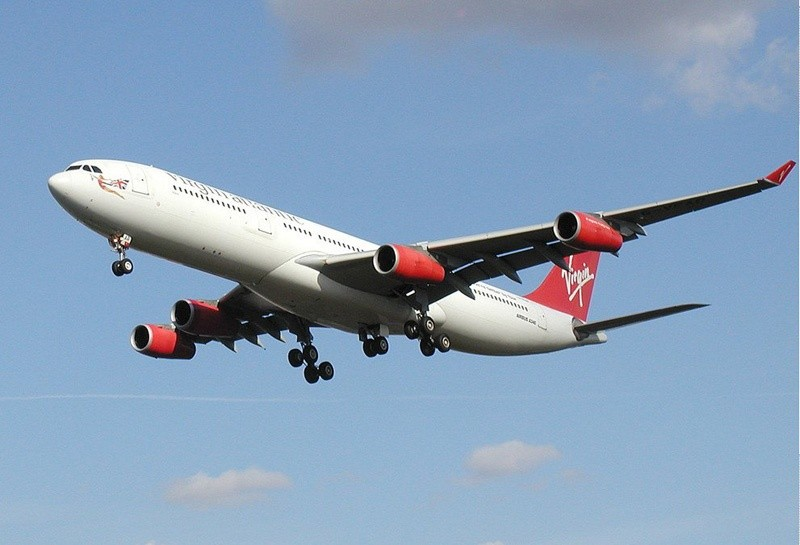
Een vliegtuig van het type A340-300

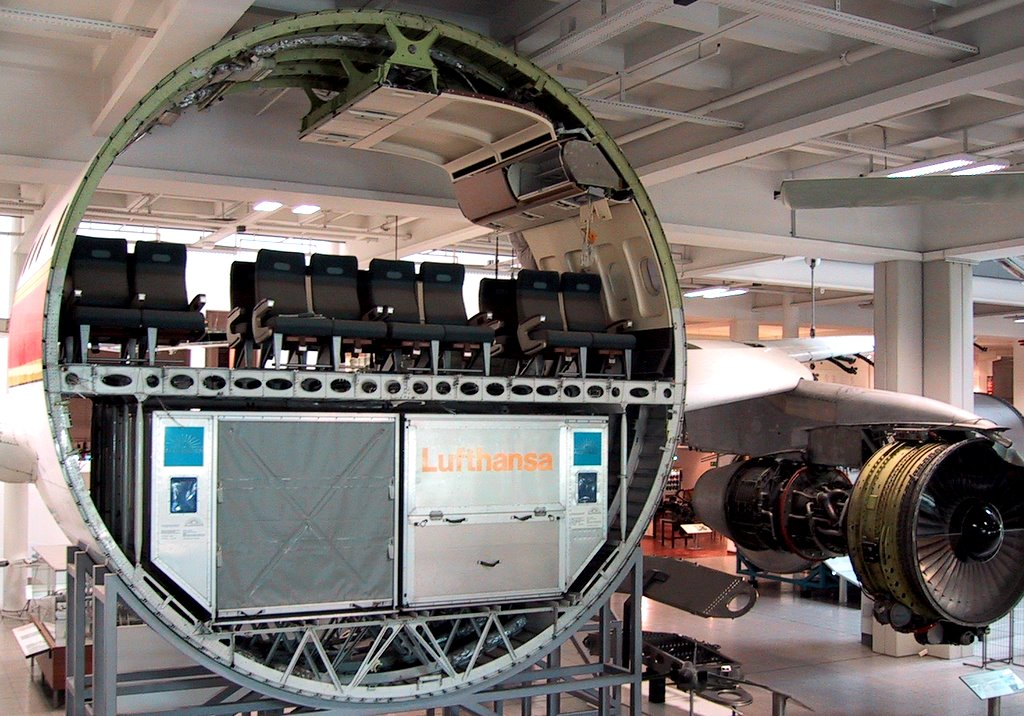
Interieur Airbus A300, onderin de vracht en boven de zitplaatsen in de opstelling 2-4-2

Een widebody-vliegtuig of breedrompvliegtuig is een vliegtuig met twee of meer gangpaden in de normale passagiersconfiguratie. Widebody's hebben meestal een rompdiameter van 6 meter of meer. 
In dergelijke vliegtuigen zitten meestal 7 tot 10 passagiers op een rij in de toeristenklasse. Dergelijke vliegtuigen vervoeren zo'n 200 tot 600 passagiers. Dit in tegenstelling tot de narrowbody-vliegtuigen, die normaal gesproken slechts één gangpad tussen de stoelen hebben met maximaal 6 passagiers naast elkaar en een capaciteit van maximaal 280 passagiers.
De introductie van widebody-vliegtuigen werd mede mogelijk gemaakt door de ontwikkeling van nieuwe, krachtige vliegtuigmotoren. Het eerste widebody-passagiersvliegtuig was de viermotorige Boeing 747, bijgenaamd "Jumbo Jet", die voor het eerst vloog in 1969. Kort daarna kwamen de driemotorige Lockheed L-1011 TriStar en de McDonnell Douglas DC-10 (allebei met een motor onder elke vleugel en een motor in de staart) en nog wat later de tweemotorige Airbus A300.

## Voordelen
Hoewel een widebody een groter frontaal oppervlak heeft en daardoor meer profielweerstand, heeft dit type een aantal specifieke voordelen:
- Lagere oppervlak/volumeverhouding wat resulteert in lagere wrijvingsweerstand bij gelijk volume.
- De kortere, dubbele gangpaden zorgen voor versneld laden en lossen.
- Dankzij de kortere romp kan er een grotere hoek met de startbaan gemaakt worden zonder hoog landingsgestel.
- Economisch voordeel (lager brandstofverbruik per passagier en per kilometer).

## Vliegtuigtypes
- Passagiersvliegtuigen:
  - Boeing 747 (1969; de eerste commerciële widebody)
  - Boeing 767 (1982)
  - Boeing 777 (1995)
  - Boeing 787 (in dienst 2011)
  - Lockheed L-1011 TriStar (eerste vlucht 1970)
  - Iljoesjin Il-86 (in dienst 1980)
  - Iljoesjin Il-96 (1992)
  - Douglas DC-10 (later MD-10) (1970) en zijn opvolger McDonnell Douglas MD-11 (1986)
  - Airbus A300 (1974) en Airbus A310 (ingekorte versie van de A300)
  - Airbus A330 (1993) en Airbus A340 (resp. twee- en viermotorig)
  - Airbus A350 (2015)
  - Airbus A380 (2005)
  - Van sommige bovenvermelde passagiersvliegtuigen zijn ook militaire varianten gebouwd.

- Militaire transportvliegtuigen:
  - Antonov An-124
  - Antonov An-225
  - Boeing C-17 Globemaster III
  - Iljoesjin Il-76
  - Lockheed C-141 Starlifter
  - Lockheed C-5 Galaxy